# Route nationale 609
La route nationale 609 ou RN 609 était une route nationale française reliant Bédarieux à Béziers. À la suite de la réforme de 1972, elle a été déclassée en RD 909.
Dans l'Hérault, la D909 et la quatrième route la plus meurtrière du département entre 2006 et 2015, avec 24 morts sur 36 kilomètres, soit 0,67 tués par kilomètre.

## Ancien tracé de Bédarieux à Béziers (D 909)
- Bédarieux
- Col du Buis
- Béziers